# Евкрити
Евкрити — група кам'яних метеоритів типу ахондритів, багато з яких походять з поверхні астероїда 4 Веста. Разом з говардитами та діогенітами об'єднується в клан HED-метеоритів (англ. howardite-eucrite-diogenite). Всього знайдено понад 100 евкритів, що робить їх найпоширенішою групою серед всіх ахондритних метеоритів.

## Склад
Евкрит утворений з базальтової породи кори Вести або подібного материнського тіла. В основному, він складається з бідного кальцієм піроксену, піжоніту та багатого кальцієм плагіоклазу (анортиту).

## Класифікація
За відмінностями хімічного складу та особливостями складаючих їх кристалів евкрити поділяються на кілька груп:
- Некумулятивні евкрити є найпоширенішим різновидом, і їх можна далі підрозділити:
  - Евкрити головного типу утворилася поблизу поверхні і є переважно брекчією реголіту, літифікованою під тиском новіших відкладень, що лежали вище.
  - Евкрити типу Станнерна є рідкісним різновидом.
  - Евкрити типу Нуево-Ларедо походять із глибших шарів кори Вести та є перехідною групою до кумулятних евкритів.
- Кумулятивні евкрити — це рідкісний тип орієнтованих кристалів, які, як вважають, затверділи в магматичних камерах глибоко в корі Вести.
- Поліміктові евкрити — це реголітові брекчії, що складаються здебільшого з уламків евкриту та менш ніж однієї десятої частини діогеніту. Вони зустрічаються рідше.

## Назва
Евкрити отримали свою назву від грецького слова eukritos що означає «легкорозрізнюваний». Це відноситься до силікатних мінералів у них, які можна легко відрізнити завдяки їх відносно великому розміру зерен.
Евкріт також є застарілим терміном для бітовніту - магматичної породи, що утвореної в земній корі. Цей термін використовувався як назва типу гірської породи для деяких магматичних порід палеогенового періоду в Шотландії.